# 쓰와촌 (이바라키현)
쓰와촌(都和村)은 이바라키현 니하리군에 일찍이 존재했던 촌이다. 현재의 쓰치우라시 북부에 해당한다.

## 역사
- 1889년 4월 1일 - 정촌제 시행에 의해 4촌이 합병해 니하리군 쓰와촌이 성립하였다.
- 1947년 9월 1일 - 도리데시에 편입해 소멸하였다.

## 참고문헌
- 土浦市文化財愛護の会古写真調査研究部 編『むかしの写真土浦』土浦市教育委員会、1990年3月31日、208頁。全国書誌番号:91013150